# Киевский кол
Киевский кол (новокиевская защита — от «Киевская защита», вариантом которого считался долгое время) — дебют в русских шашках. Табия дебюта возникает после ходов 1.cd4 fg5 2.bc3 gh4 3.cb4 hg5 4.bc5 d:b4 5.a:c5 cd6
Дебют введён в практику после партии С. М. Дьячкова с Лиозновым 1938 года.

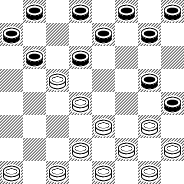
Табия новокиевской защиты

В книге Литвиновича и Негры (1985) отмечено: «Эта острейшая система встречалась ещё в 1938 году в партии С.Дьячков — С. Лиознов седьмого чемпионата СССР. В последнее время система пользуется большой популярностью, благодаря открывающимся богатым игровым возможностям. Долгое время дебют не имел самостоятельного названия и рассматривался как один из вариантов „Киевской защиты“. Но, поскольку стратегия сторон имеет здесь свою специфику, за дебютом постепенно начало укрепляться собственное название».